# البحرين في دورة الألعاب الآسيوية 2006
شاركت مملكة البحرين في دورة الألعاب الآسيوية الخامسة عشرة التي عقدت في الدوحة عاصمة قطر في الفترة من 1 إلى 15 ديسمبر 2006. احتلت البحرين المرتبة الرابعة عشر برصيد سبع ميداليات ذهبية في هذه النسخة من دورة الألعاب الاسيوية.